# Саратиков Самуїл Бежанович
Самуїл Бежанович Саратиков (1889, село Коткенд Казахського повіту Єлизаветпольської губернії, тепер Вірменія — розстріляний 21 жовтня 1938) — український радянський діяч, голова Харківської і Сумської міських рад. Член ЦВК СРСР. Член ЦВК УРСР 13-го скликання.

## Життєпис
Народився в збіднілій дворянській родині.
Освіта початкова. Працював робітником.
У 1919 році був членом партії боротьбистів, обирався членом Чугуївського повітового революційного комітету на Харківщині. 
Член РКП(б) з 1920 року.
Обіймав керівні посади у Харківському губернському відділі охорони здоров'я, був окружним інспектором Інспектури охорони здоров'я Харківського округу (на 1926—1930 роки). Обирався депутатом Харківської міської ради.
У 1933—1934 роках — голова Сумської міської ради.
У 1934 році — заступник голови, в 1934—1935 роках — голова Харківської міської ради. У серпні 1935 року виведений зі складу бюро Харківського міського комітету КА(б)У, а в жовтні 1935 року звільнений з посади.
У 1935—1936 роках працював начальником будівництва Дніпроводбуду в Києві. У 1936 році виключений із партії.
Заарештований органами НКВС 22 серпня 1937 року як член антирадянської троцькістської терористичної організації (статті 54-8, 54-11 КК УРСР). Військовою колегією Верховного Суду СРСР 21 жовтня 1938 року засуджений до розстрілу з конфіскацією особистого майна. Розстріляний того ж дня.
Посмертно реабілітований в 1957 році.